# Quantenüberlegenheit
Mit Quantenüberlegenheit (englisch Quantum Supremacy) wird die Überlegenheit von Quantencomputern gegenüber klassischen Supercomputern bei der Lösung eines komplexen Problems bezeichnet. Gemeint ist der Zeitpunkt, ab dem ein Quantencomputer eine Aufgabe in akzeptabler Zeit lösen kann, für die ein Computer, dessen Technik auf herkömmlicher Digitaltechnik basiert, eine nicht realisierbare Rechenzeit benötigen würde, unabhängig von der Nützlichkeit des Problems.

## Bezeichnung und Funktionsweise
Geprägt wurde der Begriff durch den theoretischen Physiker John Preskill (2012), die Idee, dass es eine solche Überlegenheit geben könnte, geht aber auf den Mathematiker Yuri Manin (1980) und den Physiker Richard Feynman (1981) zurück.

„Der Quantencomputer kann bestimmte, besonders schwierige und komplexe Aufgaben in einer annehmbaren Zeit lösen, für die ein klassischer Rechner unpraktikabel lange Zeit benötigt. Er kann Lösungen finden, die bislang trotz Supercomputer unzugänglich blieben.“

Bei bestimmten Aufgaben steigt bei klassischen Computern mit zunehmender Anzahl an Möglichkeiten die Rechenzeit exponentiell, bei Quantencomputern hingegen eher linear. Quantencomputer sind beispielsweise beim Grover-Algorithmus (Suche in riesigen unsortierten Datenmengen) klassischen Computern prinzipiell überlegen. Möglich wird die hohe Rechenleistung einerseits durch Superposition von Qubits, also der Überlagerung von Zuständen von Teilchen und andererseits durch Quantenverschränkung.
Die Leistungsfähigkeit von Quantenschaltungen im Vergleich zur herkömmlichen Informationsverarbeitung beruht darauf, dass n eintretende Qubits gleichzeitig 2n mögliche Zustände auf Grund der Superposition speichern zu können. Das bedeutet, dass sich Informationen mit exponentiell weniger Ressourcen speichern und verarbeiten lassen, als dies bei herkömmlichen Rechenprozessen möglich ist. Die Quantenüberlegenheit liegt genau in dieser Tatsache begründet.
50 Qubits galten lange als die Mindestgröße, ab der Quantencomputer Berechnungen durchführen könnten, die auf klassischen Computern eine undurchführbar lange Zeit benötigen würden.

## Geschichte
Am 23. Oktober 2019 behaupteten Google-Forscher in einem in der Fachzeitschrift Nature veröffentlichten Artikel, Quantenüberlegenheit erreicht zu haben. Der von Google entwickelte Quantenprozessor Sycamore, der funktionierende 53 Qubits enthält, habe ein Problem in 200 Sekunden gelöst, für das der fortschrittlichste Supercomputer Summit von IBM etwa 10.000 Jahre gebraucht hätte. Der Konkurrent IBM bezweifelt das. Googles Rechnung enthalte einen Fehler. IBM zufolge könnten klassische Systeme dieses Problem in etwa 2,5 Tagen lösen.
Im Dezember 2020 verkündeten chinesische Forscher, dass ihr Quantencomputer-System Jiuzhang Quantenüberlegenheit erreicht hat. Als photonisches System mit bis zu (Peak) 76 Qubits weist es eine Reihe von Vor- und Nachteilen gegenüber dem elektronischen Sycamore auf.